# یواس‌اس دانکن (دی‌دی-۸۷۴)
یواس‌اس دانکن (دی‌دی-۸۷۴) (به انگلیسی: USS Duncan (DD-874)) یک کشتی بود که طول آن ۳۹۰ فوت ۶ اینچ (۱۱۹٫۰۲ متر) بود. این کشتی در سال ۱۹۴۴ ساخته شد.